# Ролинг Стоунс
„Ролинг Стоунс“ (на английски: The Rolling Stones), или само „Стоунс“, е английска рок група, създадена в Лондон през 1962 година. Първият ѝ устойчив състав включва лидера на групата Брайън Джоунс (китара, хармоника, клавишни), Мик Джагър (водещ вокал, хармоника), Кийт Ричардс (китара, вокал), Бил Уайман (бас), Чарли Уотс (ударни) и Иън Стюарт (пиано). Стюърт е изваден от официалния състав през 1963 година, но продължава да работи с групата по договор до своята смърт през 1985 година. Главните автори на песни Джагър и Ричардс поемат лидерството на групата, след като неин мениджър става Андрю Лог Олдам. Джоунс напуска по-малко от месец преди смъртта си през 1969 година, като още преди това е заместен от Мик Тейлър, който остава до 1974 година. След като Тейлър напуска, Рони Ууд заема мястото му през 1975 година и остава на китарата в тандем с Ричардс. От напускането на Уайман през 1993 година басист по време на турнета е Дарил Джоунс. „Стоунс“ нямат официален клавирист от 1963 година, но използват в тази роля различни музиканти, сред които Джак Ницше (1965 – 1971), Ники Хопкинс (1967 – 1982), Били Престън (1971 – 1981), Иън Маклаган (1978 – 1981) и Чък Лийвел (от 1982).
„Ролинг Стоунс“ са в челото на Британската инвазия от групи, които придобиват известност в Съединените щати през 1964 година и се свързват с младежката контракултура на 60-те години. Дълбоко повлияна от блуса и ранния рокендрол, групата започва с изпълнение на кавър версии, но не след дълго авторската ѝ музика става по-успешна. Песни като „(I Can't Get No) Satisfaction“ и „Paint It Black“ се превръщат в международни хитове. След кратък период на експериментиране с психеделичен рок в средата на 60-те години, групата се връща към блус корените си с албумите „Beggars Banquet“ (1968), „Let It Bleed“ (1969), „Sticky Fingers“ (1971) и „Exile on Main St.“ (1972). През този период те започват да се представят на сцената като „най-великата рокендрол група в света“.
„Sticky Fingers“ (1971) поставя началото на поредица от осем студийни албума, които достигат първо място в американските класации. Последният им албум „A Bigger Bang“ е издаден през 2005 година. През 1989 година са включени в Залата на славата на рокендрола, а през 2004 година са поставени на четвърто място в класация на списание „Ролинг Стоун“ на 100-те най-велики изпълнители на всички времена.

## История

### Основаване
Кийт Ричардс и Мик Джагър са съученици и приятели още в началното училище Уентуърт в Дартфорд. През 1954 година семейството на Джагър се премества в близкото градче Уилмингтън, където в средата на 50-те години той създава гаражна група със своя приятел Дик Тейлър, изпълнявайки главно песни на Мъди Уотърс, Чък Бери, Литъл Ричард, Хаулин Улф и Бо Дидли. Джагър и Ричардс се срещат отново случайно, на 17 октомври 1961 година на перона на гарата в Дартфорд, като носените от Джагър записи на Чък Бери и Мъди Уотърс се окзват от общ интерес и малко по-късно двамата започват музикалното си сътрудничество. Ричардс и Тейлър често посещават Джагър у дома, а в края на 1961 година срещите се преместват в къщата на Тейлър, където към тримата се присъединяват Алан Етерингтън и Боб Бекиут, като квинтетът започва да се нарича „Блус Бойс“.
През март 1962 година „Блус Бойс“ прочитат във вестник „Джаз Нюз“ за „Ърлинг Джаз Клъб“ и ритъм енд блус групата на Алексис Корнър „Алексис Корнърс Блус Инкорпорейтид“. Те изпращат на Корнър магнетофонни записи на най-добрите си изпълнения, от които той е впечатлен. На 7 април посещават „Ърлинг Джаз Клъб“ и се срещат с членовете на „Блус Инкорпорейтид“, която включва слайд китаристът Брайън Джоунс, клавиристът Иън Стюърт и барабанистът Чарли Уотс, и малко по-късно Джагър и Ричардс започват да свирят с групата.
През седмицата от 2 май 1962 година напусналият „Блус Инкорпорейтид“ Брайън Джоунс пуска обява в „Джаз Уикли“ за търсене на музиканти за нова група и сред първите отговорили е Иън Стюърт. През юни Джагър, Тейлър и Ричардс напускат „Блус Инкорпорейтид“ и се присъединяват към Джоунс и Стюърт. В първата репетиция на групата участват китаристът Джоф Брадфорд и вокалистът Брайън Найт, които се отказват да участват, тъй като не харесват предпочитаните от Джагър и Ричардс песни на Чък Бери и Бо Дидли. Също през юни присъединяването на барабаниста Тони Чапман завършва първоначалния състав на групата – Джагър, Ричардс, Джоунс, Стюърт и Тейлър. По спомени на Ричардс Джонус дава името на групата по време на телефонно интервю с „Джаз Нюз“ – попитан от журналист за името, той вижда на пода плоча на Мъди Уотърс, една от песните в която е Rollin' Stone. През първите години Брайън Джоунс е безспорният лидер на групата и главен двигател на нейните първи успехи.

### 1962 – 1964: Събиране на последователи
На 12 юли 1962 година групата прави първото си официално участие под името „Ролин Стоунс“ (The Rollin' Stones) в Марки Клъб. Съставът включва Джагър, Ричардс, Джоунс, Стюарт на пианото, Тейлър на баса и Тони Чапман на барабаните. Намерението на Джоунс е групата да свири главно чикагски блус, но Джагър и Ричардс добавят рокендрол в стила на Чък Бери и Бо Дидли. Басистът Бил Уайман се присъединява през декември, а барабанистът Чарли Уотс – през януари, като така се оформя запазилата се дълги години ритъм секция на групата.
Първият мениджър на „Ролинг Стоунс“ Джорджо Гомелски ангажира групата с продължили осем месеца неделни участия в Кроудеди Клъб. Там те си създават общност от почитатели, която привлича вниманието на Питър Джоунс, журналист в „Рекърд Мирър“, който от своя страна споменава за тях пред Андрю Лог Олдам, импресарио, работил за кратко и за Брайън Ъпстейн и Бийтълс. През април 1963 година Олдам вижда групата в Кроудеди Клъб и им предлага да стане техен мениджър. Тъй като той е едва на 19 години, по-млад от всички членове на групата, и няма лиценз за самостоятелен агент, Олдам сключва договора си с тях в партньорство с Ерик Ийстън. Това става без знанието на Гомелски, който няма писмен договор с групата.
Джордж Харисън, който е присъствал на изпълнения на „Ролинг Стоунс“ в Кроудеди Клъб, заедно с другите членове на Бийтълс, ги препоръчва на звукозаписната компания Дека Рекърдс. „Ролинг Стоунс“ вече имат подписан договор за записи с друга компания, но успяват да го развалят срещу 100 лири в брой. През май 1963 година „Ролинг Стоунс“ подписват договор с Дека, който запазва контрола на групата върху записите, които те само отдават под наем на компанията, твърде необичайни условия за това време. Този договор им дава възможност да избегнат ползването на звукозаписното студио на Дека, с неговите твърди графици, и евентуалната намеса на компанията в тяхната работа. Записите са направени в студиото Риджънт Саунд и са продуцирани от Олдам, който дотогава няма никакъв опит в тази дейност. Тъй като Олдам смята, че Стюарт не се вписва в имиджа на групата („хубави, стройни, дългокоси момчета“), той е отстранен от официалния състав. Въпреки това той се съгласява да остане с групата като мениджър на пътуванията и временен студиен пианист.
Първият сингъл на „Ролинг Стоунс“, издаден на 7 юни 1963 година, е кавър версия на „Come On“ на Чък Бери и достига 21-во място в британската класация. След издаването му групата предприема турне в британските клубове, като за пръв път свири извън Голям Лондон в Аутлук Клъб в Мидълсбро на 13 юли. През есента на 1963 година Олдам и Ийстън организират първото голямо концертно турне на „Ролинг Стоунс“ като поддържаща група на няколко американски звезди, сред които Бо Дидли, Литъл Ричард и Евърли Брадърс. Още по време на турнето те записват втория си сингъл, написаната от Джон Ленън и Пол Маккартни и издадена малко по-късно и от Бийтълс „I Wanna Be Your Man“. Сингълът достига 12-о място в британската класация. Третият им сингъл е кавър версия на „Not Fade Away“ на Бъди Холи и достига до третото място.
Първият им албум, „The Rolling Stones“, е съставен главно от кавър версии, но включва и оригиналната песен „Tell Me (You're Coming Back)“ на Джагър и Ричардс, както и две песни, приписани на Нанкър Фелдж, име, използвано за песните, композирани от цялата група. През юни 1964 година „Ролинг Стоунс“ започват първото си турне в Съединените щати, което е напълно неуспешно. По време на самото турне те правят записи в студиото на Чес Рекърдс в Чикаго, където записват и първата си песен, достигнала първо място в британската класация, кавърът на Боби Уомак „It's All Over Now“.
При второто си американско турне през есента на 1964 година, те издават и втория си албум „12 X 5“, който отново съдържа главно кавър версии. Петият им сингъл, кавър версия на „Little Red Rooster“ на Уили Диксън, е издаден през ноември 1964 година и става вторият им хит, достигнал първо място в британската класация. През декември в Съединените щати е издаден първият им сингъл с изцяло оригинални песни – „Heart of Stone“ и „What a Shame“. Той достига 19-о място в американската класация.

### 1965
Вторият британски албум на групата, „The Rolling Stones No. 2“, издаден през януари 1965 година, също оглавява класацията, а американската му версия, издадена през февруари, „The Rolling Stones, Now!“, достига до пето място. По-голямата част от албума е записана в Чикаго и Лос Анджелис. През януари и февруари „Ролинг Стоунс“ правят и турне в Австралия и Нова Зеландия, като свирят на 34 концерта пред общо 100 хиляди души.
Първата композиция на Джагър/Ричардс, която достига първо място в британската сингъл класация става „The Last Time“, издадена през февруари 1965 година. Тя достига девето място в Съединените щати, а по-късно е определяна от Кийт Ричардс като успеха, дал им самоувереност, за да продължат да пишат собствена музика. За пръв път достигат първо място в чужда класация с „(I Can't Get No) Satisfaction“, записана през май 1965 година, по време на третото северноамериканско турне на групата. Издаден в Съединените щати през юни, сингълът оглавява класацията в продължение на четири седмици, утвърждавайки „„Ролинг Стоунс““ като една от водещите групи в света.
Американската версия на албума „Out of Our Heads“, издаден през юли 1965 година, също достига до първо място. Той включва седем оригинални песни, три на Джагър/Ричардс и четири на Нанкър Фелдж. През есента излиза сингълът „Get Off of My Cloud“, оглавил американската класация, последван от издадения само в Съединените щати албум „December's Children“.

### 1966 – 1969
През 1966 г. Стоунс изоставят частично увлечението си по ритъмендблуса и записват най-големия си като времетраене студиен албум дотогава „Aftermath“ („Равносметка“). Групата е много горда с продукта, който съдържа няколко от успешните им песни като „Lady Jane“ („Лейди Джейн“), „Out Of Time“ („Вече ти отмина времето“), „Mother's Little Helper“ („Малкият помощник на мама“ – имат се предвид успокоителните хапчета) и доста мизогинистичната „Under My Thumb“ („Под чехъл“). Записите осезаемо имитират промяната в стила на Бийтълс и търсят разнообразни аранжименти, някои от които в духа на средновековната и бароковата музика. Брайън Джоунс разгръща неподозирания си дотогава талант на мултиинструменталист, като вкарва в студиото ситар и старинния струнен инструмент дулцимер. Впоследствие посяга и към флейтата – в успешния им хит от 1967 г. „Ruby Tuesday“, който се изкачва на първо място в американската класация за сингли, независимо че е издаден на „Б“ страна. Паралелно със сингъла групата издава и албума  Between the Buttons.
В края на същата година те издават и албума Their Satanic Majesties Request, който обаче не е добре приет от критиката, считайки го за лоша имитация на класиката на Бийтълс Sgt. Pepper's Lonely Hearts Club Band.

### 1968 – 1975
През 1968 г. Групата се завръщат с албума Beggars Banquet (Просяшки банкет). С него те отново се завръщат с първоначалното блус звучене. Хитове от албума стават Symphathy for the devil, Street fighting man, Salt of the earth, както и сингълът Jumping Jack Flash.
Китаристът и съосновател на групата Брайън Джоунс е прогонен през 1969 година. Конфликтът се дължи на лично съперничество между него и Кийт Ричардс – включително за сърцето на модния модел Анита Паленберг, която напуска Джоунс за Ричардс – и на все по-засилващата се зависимост на Джоунс от наркотиците и неспособността му, или нежеланието, да работи пълноценно в студиото. В последните месеци на живота си Джоунс се насочва към съвсем различно поприще и осъществява на ръчно преносим осем-пистов магнетофон едни от първите записи на автентична фолклорна музика – world music, както се налага терминът през следващите десетилетия: обредни песни на майсторите Жужука в мароканската пустиня. На 3 юли 1969 г. Джоунс загива удавен в собствения си басейн вследствие на свръхдоза, като се появяват и съмнения, че е убит. Единствени от групата Чарли Уотс и Бил Уайман присъстват на погребението му. Джагър и Ричардс са убедени, че групата ще се развива и без него; Джоунс е искал да се придържа близко към блус звученето, въпреки че експериментира и със ситар, но Джагър и Ричардс разширяват музикалния спектър. Сътрудничат си с продуцента-перкусионист Джими Милър, който продуцира последния албум с Брайън – „Просяшки банкет“ („Beggars Banquet“) от 1968 г., както и следващите четири. През 1969 г. на мястото на Брайън Джоунс в групата постъпва 19-годишният китарист Мик Тейлър, свирил дотогава в „Джон Мейълс Блусбрейкърс“.
Първият хит на групата, записан с негово участие, е песента „Honky Tonk Women“, която излиза на сингъл през лятото на 1969 г. На 5 юли 1969 г. „Стоунс“ изнасят безплатен концерт в Хайд Парк пред неколкостотин хиляди зрители (преценките варират между 150 и 650 хиляди), който посвещават на починалия два дни по-рано Бр. Джоунс. Звукът им е ужасен, но концертът ги връща на върха на вълната и подготвя почвата за албума „Нека (сърцето) ти кърви (за мен)“ – „Let it Bleed“ (1969), в който са включени „Дай ми подслон“ („Gimme Shelter“) – протест срещу Виетнамската война – и „Не можеш да имаш всичко, което искаш“ („You Can't Always Get What You Want“) – най-често изпълняваната им на живо балада. За пръв път Кийт Ричардс записва соло вокалната партия в запис – „You Got The Silver“ (в смисъл, подобен на българската поговорка „У теб е и хлябът, и ножът“). С „Midnight Rambler“ („Среднощен скитник“) Стоунс търсят звучене, близко до това на вече станалите световна знаменитост „Лед Зепелин“.
През декември 1969 г. „Ролинг Стоунс“ изнасят безплатен концерт в местността Алтамонт на юг от Сан Франсиско. Тъй като не са участвали в историческия фестивал Удсток, те имат амбицията да надминат успеха на фестивала и канят като загряващи изпълнители някои от най-популярните в хипи-културата американски изпълнители като „Мамас енд Папас“, „Джеферсън Еърплейн“ и „Грейтфул Дед“. Но концертът завършва трагично с убийството от охраната на неуравновесен и въоръжен чернокож младеж. Охраната се осигурява от членове на най-големия рокерски клуб в САЩ „Хелс Ейнджълс“, а инцидентът е заснет от телевизионни камери. За да се отърсят от шока и от чувството за вина, „Стоунс“ се съгласяват с разпространяването на пълнометражен документален филм за турнето и инцидента под заглавието Gimme Shelter. В продължение на две десетилетия те отказват да изпълняват един от най-успешните си хитове – „Sympathy For The Devil“, тъй като убийството е било извършено по време на песента.
През 1970 г. „Стоунс“ отказват да подновят договор с продуцентската къща на Алън Клайн, който се оказва, че съзнателно ги е измамил с договора от 1965 г. и държи пълни собственически права върху всички техни записи до 1970 г. И „Ролинг Стоунс“ са длъжни да плащат процент на звукозаписната къща на Клайн (ABKCO Records), за да изпълняват собствените си песни на живо, а правото да преиздава техните песни от 60-те принадлежи изцяло на Клайн. Именно за да се отърват от договора, „Стоунс“ забавят записи на нова музика и издават само концертен албум през 1970 г. – Get Yer Ya Ya's Out. Следват двата най-успешни успешни албума в цялата кариера на „Стоунс“": Sticky Fingers („Лепкави пръсти“, 1971) и „Exile on Main Street“ („Изгнаник на Мейн Стрийт“, 1972). Най-големият хит от 1971 г. – Brown Sugar („Кафява захар“), в който се пее за расист-плантатор, насилващ чернокожи робини, е записан в изоставен хамбар в щата Алабама, напълно нелегално, за да се спестят плащането на социални осигуровки на техническия персонал. Именно лошото качество на звука превръща записа в един от неподправимите шедьоври на групата. Песни като Sway (в смисъл на „Дяволска прегръдка“) и Can't You Hear Me Knocking („Не ме ли чуваш, че тропам на вратата?“) разкриват таланта на Мик Тейлър като соло-китарист, докато с Brown Sugar и Bitch („Кучешки живот“) Стоунс пазят славата си на майстори на ритъма и купонджии. В албума има и скандален момент – Sister Morphine, записана още през 1968 г. с Рай Кудър на китарата, е всъщност написана от поп-певицата Мериън Фейтфул – тогава приятелка на Джагър, но Ричардс и Джагър я приподписват като съавтори и чак след години се съгласяват Фейтфул да получава част от хонорара. Заради проблемите си с наркотиците в тези години Фейтфул живее без дом по улиците на Лондон.
„Exile on Main Street“ е записан в имението на Кийт Ричардс на Френската Ривиера. По това време и Ричардс, и Джагър са се пренесли да живеят във Франция, за да не плащат данъци в родината. Това е албумът, в който личният принос на Ричардс е най-голям. Повечето записи са направени спонтанно, често под въздействие на наркотици, и в голямата си част са вдъхновени от кънтри-рок китариста Грам Парсънс от разпадналата се група „Флайинг Бурито Брадърс“. Парсънс се опитва да работи над съвместен проект с Ричардс, но затъва дълбоко в злоупотребата с наркотици и умира на следващата година. Мик Тейлър почти не се изявява, а Бил Уаймън свири в едва половината песни – за сметка на това „Стоунс“ записват пъстра колекция във всякакви стилове – от типичния за ранните им години ритъм-енд-блус „Stop Breakin' Down“, през класически рокендрол „Rip This Joint“, кънтри-песента „Torn and Frayed“ до уникалния им запис в стил госпъл „Just Wanna See His Face“ и протестната песен в подкрепа на чернокожата активистка за граждански права Анджела Дейвис „Sweet Black Angel“, записана с маримба в звучене, напомнящо на автентичен африкански фолклор. Албумът дава старт на ново американско турне, със Стиви Уондър като загряващ музикант, което остава в историята на групата с вероятно най-добрите изпълнения на живо. Поради спорове с менажера Алън Клайн концертен албум не излиза, но записи се разпространяват на различни пиратски плочи и множество изпълнения са достъпни по световни видео-портали като YouTube. Макар и в сянка при записите, Мик Тейлър се развихря на сцената и на практика преаранжира целия репертоар на групата от времето на Брайън Джоунс.
Последвалият албум „Goat's Head Soup“ (1973) е също така успешен, но издава творчески спад, липса на настроение и склонност да се търси предимно комерсиалният продукт. Това се дължи на честите отсъствия на Кийт Ричардс от студиото и все по-засилващата се зависимост от наркотиците на продуцента Милър. Албумът е записан в Ямайка и се запомня най-вече с баладата Angie – най-често въртяната песен на групата по световните радиостанции. Последният албум с участието на Мик Тейлър – It's Only Rock'n'Roll (1974) е записан в Мюнхен, а продуценти са самите Джагър и Ричардс. Тейлър има огромен принос в композирането на материала, най-лесно осезаем в нетипичната баладична песен Time Waits For No One, но Джагър и Ричардс отказват да му признаят авторство – дори за песни, за които Ричардс не е допринесъл нищо. Това огорчава соло-китариста на групата и той напуска през 1975 г., за да се завърне на некомерсиалната ритъм-енд-блус сцена в съвместен проект с Джак Брус от „Крийм“. Мик Тейлър издава няколко соло-албума и се утвърждава като блестящ блус-китарист, но изчезва напълно в сянката на „Ролинг Стоунс“, които дори без него с годините се запазват като най-успешната концертна група в продължение на две десетилетия и половина. Мястото на Тейлър е заето от Рон Ууд, свирил като басист в ранните проекти на легендарния китарист Джеф Бек и като соло-китарист в групата на Род Стюарт „Фейсес“.

### След 1982
Групата изглежда търси своя стил и звучене. Членовете ѝ се впускат в самостоятелни кариери (Мик Джагър издава няколо самостоятелни албума, китариста Кийт Ричардс също). През 1989 групата издава албума Steel Wheels – образец за рок албум в стил Rolling Stones от края на осемдесетте и предприема голямо турне в Европа (конецерт в Чехословакия през 1990 г.) и САЩ (концертно турне и издаден концертен албум Atlantic City 1990)
През 1995 Microsoft купуват правото да използват песента Start me up (от албума Tattoo You 1981) за реклама на новата си опепрационна система Windows 95. Слуховете твърдят, че Бил Гейтс се обадил по телефона на Мик Джагър с въпрос колко би искал в замяна на правото да използва песента за рекламни цели. Мик Джагър, който дотогава не бил продавал никога правата на някоя песен на групата за рекламни цели, назовал двуцифрено число в милиони долари, очаквайки Бил Гейтс да се откаже. Вместо това последния без да се замисли веднага се съгласил.
През 2005 година групата издава албума A Bigger Bang, отбелязвайки 41-вата годишнина на своето съществуване. Наред с Beggar's Banquet (1968), Sticky Fingers (1971), Black And Blue (1976) и Tattoo You (1981), албума се нарежда сред най-доброто, което групата изобщо някога е създавала.
През септември 2023 г. групата обявява издаването на нов албум, първият от 18 години, със заглавие HackneyDiamonds. Това е и първият албум записан без барабаниста Чарли Уотс, който умира през 2021 година от рак на гърлото, преди турнето по повод 60-ата годишнина на „Ролинг Стоунс“.

## Членове на групата
| Период      | Вокал, хармоника, перкусии | Китара       | Китара, перкусии | Бас китара                        | Ударни                             | Пиано, перкусии |
| ----------- | -------------------------- | ------------ | ---------------- | --------------------------------- | ---------------------------------- | --------------- |
| 1962        | Мик Джагър                 | Кийт Ричардс | Брайън Джоунс    | Дик Тейлър/Рики Фенсън/Бил Уайман | Тони Чапман/Карло Литъл/Мик Ейвъри | Иън Стюарт      |
| 1963        | Мик Джагър                 | Кийт Ричардс | Брайън Джоунс    | Бил Уайман                        | Чарли Уотс                         | Иън Стюарт      |
| 1963 – 1969 | Мик Джагър                 | Кийт Ричардс | Брайън Джоунс    | Бил Уайман                        | Чарли Уотс                         |                 |
| 1969 – 1974 | Мик Джагър                 | Кийт Ричардс | Мик Тейлър       | Бил Уайман                        | Чарли Уотс                         |                 |
| 1975 – 1993 | Мик Джагър                 | Кийт Ричардс | Рони Ууд         | Бил Уайман                        | Чарли Уотс                         |                 |
| 1993 –      | Мик Джагър                 | Кийт Ричардс | Рони Ууд         | Дарил Джоунс                      | Чарли Уотс                         |                 |

## Дискография
- 12x5 (1964)
- The Rolling Stones (1964)
- England's Newest Hitmakers (1964)
- The Rolling Stones No. 2 (1965)
- Rolling Stones. Now! (1965)
- Out Of Our Heads (1965)
- December's Children (1965)
- Aftermath (1966)
- Big Hits(High Tide And Green Grass) (1966)
- Got Live If You Want It (1966)
- Between the Buttons (1967)
- Flowers (1967)
- Their Satanic Majesties Request (1967)
- Beggar's Banquet (1968)
- Through The Past Darkly(Big Hits Vol. 2) (1969)
- Let it Bleed (1969)
- Get Yer Ya Ya's Out (концертова, 1970)
- Sticky Fingers (1971)
- Hot Rocks 1964 – 1971 (1972)
- More Hot Rocks(Big Hits & Fazed Cookies) (1972)
- Exile On Main Street (1972)
- Goat's Head Soup (1973)
- It's Only Rock'n'Roll (1974)
- Metamorphosis (1975)
- Made In The Shade (1975)
- Black And Blue (1976)
- Love You Live (1977)
- Some Girls (1978)
- Emotional Rescue (1980)
- Tattoo You (1981)
- Sucking In The Seventies (1981)
- Still Life (концертова, 1982)
- Undercover (1983)
- Rewind (1984)
- Dirty Work (1986)
- Steel Wheels (1989)
- Singles Collection-The London Years (1989)
- Flashpoint (1991)
- Jump Back (1993)
- Voodoo Lounge (1994)
- Stripped (концертова, 1995)
- Rock And Roll Circus (1995)
- Bridges to Babylon (1997)
- No Security (концертова, 1998)
- 40 Licks (2002)
- The Rolling Stones Singles 1963 – 1965 (2004)
- The Rolling Stones Singles 1965 – 1967 (2004)
- The Rolling Stones Singles 1968 – 1976 (2004)
- Live Licks (2CD концертова 2004)
- A Bigger Bang (2005)
- Blue & Lonesome (2016)
- Hackney Diamonds (2023)